# K.R. Gowri Amma
K.R. Gowri Amma (malajalam കെ. ആർ. ഗൗരിയമ്മ; ur. 14 lipca 1919 w Pattanakkadzie, zm. 11 maja 2021 w Thiruvananthapuram) – indyjska polityk.

## Życiorys

### Pochodzenie, młodość i wczesna kariera polityczna
Urodziła się w Pattanakkadzie w dystrykcie Alappuzha w rodzinie posiadaczy ziemskich. Była siódmą córką Kalathilparambila Ramana oraz Arumuri Parambil Parvathi Ammy. Należała do społeczności Ezhavów. Ezhavowie stanowią około 23 procent populacji Kerali. Nie mieszczą się w tradycyjnym porządku warnowym, obowiązująca od 1950 indyjska konstytucja sytuuje ich w obrębie tak zwanych Other Backward Classes (OBC).
Gowri Amma uczęszczała do szkół w Thuravoor i Cherthali. Kontynuowała edukację w St. Teresa’s College oraz Maharaja’s College w Ernakulam. Jako pierwsza kobieta ze swojej społeczności uzyskała dyplom z zakresu prawa, zdobyty w Government Law College w Trivandrum.
W życie polityczne zaangażowała się podczas studiów, pod wpływem swojego starszego brata. Związała się z Komunistyczną Partią Indii (KPI), wstępując ostatecznie w jej szeregi w 1947. Karierę parlamentarną rozpoczęła w 1952, zasiadając w ławach Zgromadzenia Ustawodawczego Trawankoru-Koczinu. Reelekcję uzyskała w 1954. Do legislatywy już zjednoczonej Kerali po raz pierwszy wybrana w 1957, mandat odnawiała kolejno w 1960, 1965, 1967, 1970, 1980, 1982, 1987, 1991, 1996 i 2001.

### Dalsza kariera partyjna oraz kariera rządowa
Po rozłamie w łonie indyjskiego ruchu komunistycznego z 1964 opuściła KPI, związała się z Komunistyczną Partią Indii (Marksistowską). W 1994 wydalona z KPI (M) pod zarzutem działalności antypartyjnej, utworzyła i stanęła na czele Janadipathya Samrakshana Samiti (JSS). Związała się ze Zjednoczonym Frontem Demokratycznym (UDF), stanową koalicją pod przewodnictwem Indyjskiego Kongresu Narodowego, ostatecznie jednak zerwała z nią relacje (2016). Powróciła następnie, wraz ze swoją formacją do LDF, koalicji tradycyjnie skupiającej partie socjalistyczne i komunistyczne. Przed wyborami stanowymi w 2016 keralskie struktury Indyjskiej Partii Ludowej (BJP) wyrażały gotowość do współpracy z JSS, proponując nawet Gowri Ammie stanowisko gubernatora stanu. 1 lutego 2021 ustąpiła z funkcji sekretarza generalnego JSS, zachowując niemniej jednocześnie stanowisko przewodniczącego partii.
W czasie swojej kilkudziesięcioletniej kariery politycznej wielokrotnie wchodziła w skład stanowego rządu. Była ministrem skarbu (1957–1959, 1967–1969), ministrem rolnictwa i opieki społecznej (1980–1981), ministrem przemysłu i opieki społecznej (1987–1991) oraz ponownie ministrem rolnictwa (2001–2004, 2004–2006).
Była jedyną kobietą w pierwszym gabinecie E.M.S. Namboodiripada (1957–1959), pierwszym komunistycznym rządzie Kerali. Uznaje się ją za architekta ustawy o reformie rolnej (1957). Ów akt prawny uznawany jest za początek rozmontowywania feudalnej struktury własności ziemskiej w tym południowoindyjskim stanie. Stała również za przyjętą w 1987 ustawą o Komisji ds. Kobiet.
Powierzano jej liczne funkcje w aparacie partyjnym. Wchodziła w skład stanowego komitetu KPI (M). Kierowała afiliowanym przy partii związkiem zawodowym rolników (1960–1984) oraz partyjną organizacją kobiecą w Kerali (przewodnicząca, 1967–1976, sekretarz, 1976–1987). Opisywana jest najczęściej jako jedna z najpotężniejszych kobiet we współczesnej historii stanu. Po zwycięstwie lewicowej koalicji w wyborach z 1987 jej kandydatura do objęcia funkcji stanowego premiera została zablokowana przez biurokrację partyjną. W przemówieniu z 2018 prezydent Ram Nath Kovind nazwał ją jedną z najbardziej szanowanych kobiet w polityce niepodległych Indii.

## Życie prywatne
W 1957 poślubiła T.V. Thomasa, również prominentnego działacza komunistycznego. Wspomniany rozłam na indyjskiej lewicy z 1964 położył się cieniem na ich małżeństwie, Thomas bowiem pozostał w KPI, podczas gdy Gowri Amma, jak wskazano wyżej, zasiliła szeregi KPI (M). Wynikłe z tego napięcia i konflikty stały się obiektem głośnej i do dziś pamiętanej kontrowersji, natomiast para ostatecznie zdecydowała się na separację.

## Nagrody i wyróżnienia
Opublikowała autobiografię Atmakatha. Książka ta przyniosła jej nagrodę Kerala Sahitya Academy. Uhonorowana Puthuppally Raghavan Award (2014). Postać Sethulakshmi z keralskiego filmu Lal Salam (1990) w reżyserii Venu Nagavalliego inspirowana była Gowri Ammą.